# New Chester
New Chester – miasto w Stanach Zjednoczonych, w stanie Wisconsin, w hrabstwie Adams.